# Enrico De Seta
Enrico De Seta est un dessinateur et peintre italien né le 17 février 1908 à Catane et décédé le 28 novembre 2008 à Rome. Il est d'abord connu comme auteur de bande dessinée et d'œuvres satiriques. Dans la seconde moitié de sa carrière, il exerce comme peintre et illustrateur pour le cinéma, signant quelque 1 500 affiches.

## Biographie
Enrico De Seta naît en Sicile, où les obligations professionnelles de son père ont conduit sa famille. À partir de l'âge de trois ans, il grandit à Rome. À quinze ans, il commence ses activités de dessinateur et, avec Ennio Flaiano, il fonde et dirige l'hebdomadaire satirique pour étudiants Il Cerino.
Il collabore dans sa jeunesse avec de nombreuses revues, comme Il Tifone d'Eugenio Danese (it) et, à partir de 1930, Il travaso delle idee (it). En 1933, il commence à travailler pour Il Balilla (it), collaboration qui se poursuit pendant environ huit ans et qui donne lieu à de nombreux personnages, dont l'aviateur Peperino, La Famiglia Piroletto (des colons italiens en Afrique), Gaetano, Capitan Pappafico, ainsi que Re Giorgetto d'Inghilterra e Ciurcillone, qui parodient le roi George VI d'Angleterre et Winston Churchill,. À cette même époque, De Seta élabore, pour les Edizioni d'Arte Boeri, une série de dessins sur des thématiques racistes, destinés aux soldats italiens stationnés en Éthiopie. Pour Corriere dei Piccoli, il réalise entre 1936 et 1937 les cases sur les Fratelli Ravanello.
En 1936, il fonde l'hebdomadaire satirique Argentovivo!, qui compte 55 numéros jusqu'à son arrêt en 1938. Ce périodique devient un tremplin pour lancer d'autres dessinateurs comme Walter Molino, Rino Albertarelli, Nino Pagot (it) et Franco Caprioli,. En outre, le journal accueille de nombreuses bande dessinées imaginées par De Seta, comme les Fratelli Maccheron, Tamarindo IV, Capitano Rosmarino, Ping Pong, L'incubo della valle viola et Barnabeo Saltaleone. Deux ans plus tard, l'artiste invente le personnage de Mago Bacù, qui paraît dans Marc'Aurelio,,.
Les années suivantes, il poursuit son œuvre abondante d'auteur et collabore avec des journaux satiriques d'humour, des revues pour enfants et des quotidiens.
Ami de Federico Fellini, il travaille avec lui pour Marc'Aurelio et lui présente Aldo Fabrizi. Aussitôt après l'arrivée des forces alliées à Rome, De Seta et Fellini ouvrent un studio appelé « The funny face shop », où le dessinateur élabore des caricatures pour les militaires qui arrivent dans la capitale,. Cette activité contribue, de manière imprévue, au lancement du réalisateur, par sa rencontre avec Roberto Rossellini.
En 1947, De Seta fonde avec Vittorio Metz le périodique Belzebù!, qui cependant ne dure pas.
Après-guerre, à partir des années 1950, il abandonne ses activités de dessinateur satirique pour se consacrer à l'illustration dans le domaine du cinéma (métier qu'il avait commencé en 1937) et devient l'un des peintres les plus prolifiques et les plus célèbres du domaine. Ses travaux portent, entre autres, sur La strada, Les Vitelloni, La Grande Pagaille, Il medico della mutua, L'Art de se débrouiller, La Clé de verre et Une nuit à Casablanca.
En 1953, son travail d'illustration lui vaut le prix Spiga Cambellotti.
Par ailleurs, il collabore notamment avec Epoca, La Gazzetta dello Sport, Il Tempo, Il Giorno, Il Messaggero.
Le 2 juin 1995, il est nommé commandant de l'ordre du Mérite de la République italienne par le président de la République Oscar Luigi Scalfaro.
Il décède à Rome, en 2008, à l'âge de cent ans.